# Südlicher Haarnasenwombat
Der Südliche Haarnasenwombat (Lasiorhinus latifrons) ist eine Beutelsäugerart aus der Familie der Wombats (Vombatidae).
Der Artzusatz im wissenschaftlichen Namen ist aus den lateinischen Worten latus (breit) und frons (Schnauze) zusammengesetzt.

## Beschreibung
Mit 77 bis 98 Zentimetern Körperlänge und einem Gewicht von 19 bis 32 Kilogramm ist der Südliche Haarnasenwombat die kleinste Wombatart. Wie alle Wombats ist auch er durch den massiven, bärenähnlichen Körperbau gekennzeichnet. Die Gliedmaßen sind kurz und kräftig und enden in zum Graben geeigneten Krallen. Der Kopf ist groß und breit, die Augen sind klein, die Ohren hingegen lang und zugespitzt. Im Unterschied zu den anderen Arten ist ihr Fell weich und seidig. Das Fell ist grau bis graubraun gefärbt.

## Verbreitung und Lebensraum

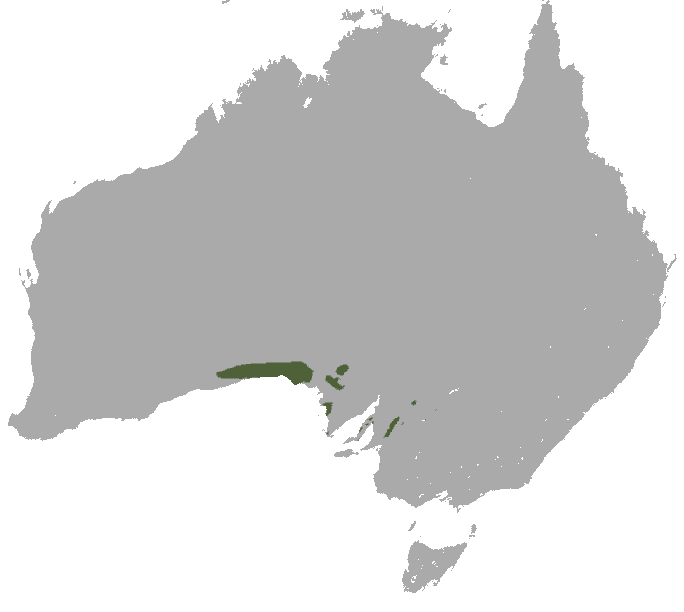
Verbreitungsgebiet des Südlichen Haarnasenwombats

Dieser Wombat lebt in zerstreuten Vorkommen in ariden und semiariden Zonen im südlichen Australien von der Nullarbor-Wüste bis ins südöstliche South Australia. Im Südwesten von New South Wales wurde diese Art in kleinen Vorkommen erst Ende der 90er Jahre entdeckt.
Diese Art ist gut an aride Gegenden angepasst und lebt in Grasland und offenen Wäldern. Die Bodenstruktur muss stabil genug sein, um die Bauten zu stützen, und ausreichend verlässlichen Grasbewuchs ermöglichen.
In Europa werden Haarnasenwombats nicht mehr gehalten, früher war dies jedoch in den Zoos von Berlin, Duisburg, Frankfurt, Köln, Paris, Rom, Rotterdam, Basel, London und Budapest der Fall.

## Lebensweise
Diese Tiere sind nachtaktiv, sie verbringen den Tag in weitläufigen, selbstgegrabenen Bauten, wo die Atmosphäre während der heißen Tageszeit kühl und feucht bleibt. In den Ruhephasen werden der Stoffwechsel und die Körpertemperatur herabgesetzt, um Wasser und Energie einzusparen. Das Bautensystem ist sozialer angelegt als das von Nacktnasenwombats. So leben fünf bis zehn Tiere beider Geschlechter in einem Bautensystem.
In der Nacht begeben sie sich auf Nahrungssuche. Die Nahrung besteht vornehmlich aus mehrjährigen Gräsern (insbesondere Stipa-Arten) sowie Kräutern, Wurzeln und Rinden. Der Wasserbedarf wird über die aufgenommene Nahrung, Regen oder Tau gedeckt. Die Art wurde bislang nicht beim Trinken an Wasserquellen beobachtet.

## Fortpflanzung

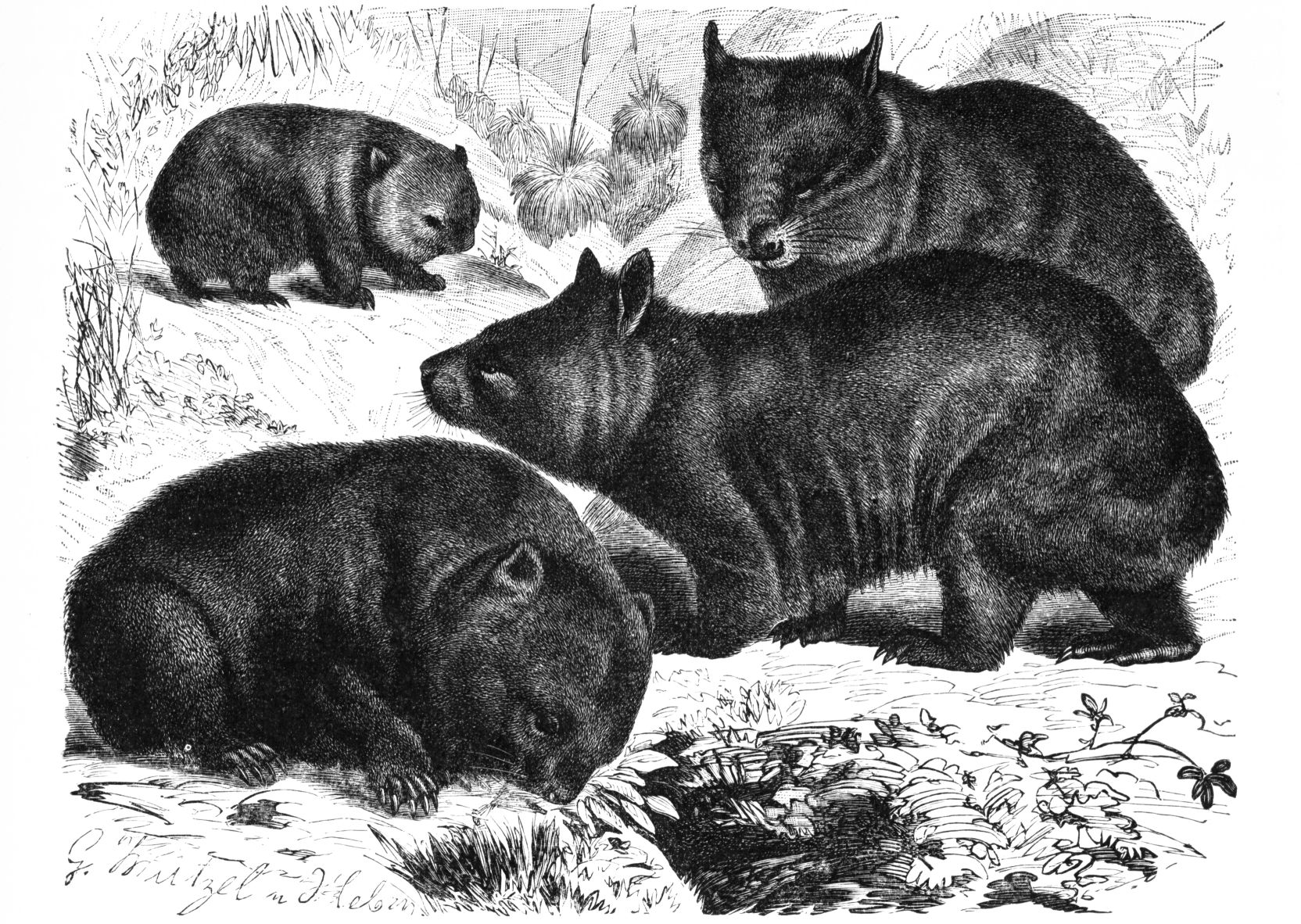
Links: Nacktnasenwombat (Vombatus ursinus) und
Rechts: Südlicher Haarnasenwombat (Lasiorhinus latifrons)

Die Fortpflanzung ist mehr saisonal an das Wachstum der Nahrungsgräser angepasst. Das Jungtier kommt üblicherweise zwischen September und November auf die Welt. Die Tragzeit beträgt rund 20 bis 22 Tage, danach verbringen die Neugeborenen sechs bis neun Monate im Beutel der Mutter. Mit rund einem Jahr werden sie entwöhnt und mit zwei bis drei Jahren geschlechtsreif. Die Kindersterblichkeit ist sehr hoch, man sagt, dass Jungtiere drei gute Jahre in Folge brauchen, um zu überleben, was in ariden Gegenden selten ist. Ausgeglichen wird die hohe Sterblichkeit durch eine relativ hohe Lebenserwartung, das höchste Alter eines Tieres in Gefangenschaft betrug 24 Jahre.

## Bedrohung
Nach der Besiedlung Australiens durch die Europäer ist der Lebensraum der Südlichen Haarnasenwombats zurückgegangen, allerdings nicht so drastisch wie beim Nördlichen Haarnasenwombat. Die Gründe dafür liegen in der Umwandlung ihres Lebensraumes in Viehweiden, in der Konkurrenz durch eingeschleppte Arten und in der direkten Verfolgung des Menschen. Neben der Bejagung als Pelztier wurden sie auch wegen ihrer Grabtätigkeiten, die Zäune zerstören, als Plage gesehen.  Die Gesamtpopulation wird auf 64.000 bis 130.000 Tiere geschätzt.
Die größten Populationen leben in der Nullarbor-Ebene, wo alleine in Südaustralien etwa 50.000–100.000 Tiere vorkommen. Die Bestände im angrenzenden Teil Westaustraliens sind unbekannt. Im Bereich der Murray Lands, einer Region am unteren Murray River in Südaustralien, scheinen noch 10.000–15.000 Tiere zu leben, die allerdings seit 2002 einem dramatischen Bestandsrückgang von 70 % unterworfen waren. Als Ursache dafür werden Trockenperioden und Krankheiten wie Räude vermutet. Die Bestände auf der Yorke und Eyre-Halbinsel sind stark zersplittert. Im Bereich der Gawler Ranges lebten vor 25 Jahren noch 10.000 Tiere. Neuere Zahlen sind hier nicht verfügbar.